# Reinunga Station
Reinunga Station (Reinunga holdeplass eller Reinunga stasjon) er en jernbanestation på Flåmsbanen i Norge. Stationen består af en gul ventesalsbygning i træ og en kort perron. Området præges af mange hytter ved Reinungavatnet.
Stationen åbnede som trinbræt i 1942, da den ordinære persontrafik på banen startede. Oprindeligt hed den Kjosafoss, men den skiftede navn til Kjosfoss i august 1947 og til Reinunga i februar 1977.